# مارتا روره
مارتا روره (به انگلیسی: Marta Roure) (زاده ۱۶ ژانویه ۱۹۸۱) خواننده، بازیگر اهل آندورا است.
او نماینده آندورا در مسابقه آواز یوروویژن ۲۰۰۴ بود.